# Ctirad Götz
Ctirad Götz (10. září 1965 Ostrava) je český divadelní, filmový, televizní a rozhlasový herec. Začínal v Severomoravském divadle v Šumperku. Byl v angažmá v Opavě a v Českých Budějovicích. K roku 2019 patřil do ansámblu Divadla Na Fidlovačce. Vystupuje také v reklamě.

## Role

### Divadlo
- Gabriela Preissová: Její pastorkyňa, Števa, Divadlo Šumperk, režie František Čech
- Taťana Fischerová: Báj, Johann von Graa, Divadlo Šumperk, režie Jaromír Janeček
- Agatha Christie: Past na myši
- Gabriela Preissová: Gazdina roba
- Ödön von Horváth: Povídky z vídeňského lesa, Alfréd, Divadlo České Budějovice, režie Roman Meluzín
- George Bernard Shaw: Kateřina veliká
- Petr Iljič Čajkovskij: Evžen Oněgin (opera)
- Taťana Fischerová: Hodina mezi psem a vlkem
- Romain Weingarten: Léto, Jeho veličenstvo Česnek, Divadlo České Budějovice, režie Jaromír Janeček
- William Shakespeare: Bouře, Kalibán, Otáčivé hlediště Český Krumlov, režie Jan Kačer
- Claude Confortés: Maratón, Nazaire Rimbaud, Divadlo České Budějovice, režie Jaromír Janeček
- Bohumil Hrabal: Taneční hodiny pro starší a pokročilé, On, mladší, Divadlo České Budějovice,, režie Ivo Krobot
- Niccolò Machiavelli: Mandragora, Kallimach, Divadlo České Budějovice, režie Jiří Menzel
- Tracy Letts: Zabiják Joe Zabiják Joe - Zabiják Joe, Divadlo České Budějovice, režie Martin Glaser
- Ladislav Stroupežnický: Naši furianti, Habršperk, Divadlo České Budějovice, režie Jaromír Janeček
- Fjodor Michajlovič Dostojevskij: Idiot, Rogožin, Divadlo České Budějovice, režie Jan Novák
- William Mastrosimone: Jako naprostý šílenci, R. Rigel, Divadlo České Budějovice, režie Martin Glaser
- Alexandre Dumas: Tři mušketýři, Aramis, Otáčivé hlediště Český Krumlov, režie Martin Glaser
- Georges Feydeau: Blboun
- James Clavell: Král Krysa, Timsen, Divadlo na Vinohradech, režie Jan Novák
- Esther Vilarová: Čaj u královny, Shakespeare, Divadlo Na Fidlovačce, režie Juraj Deák
- Karel Poláček: Hostinec U kamenného stolu, Průvodce, Divadlo Na Fidlovačce, režie Pavel Šimák
- William Shakespeare: Veselé paničky windsorské
- Alois a Vilém Mrštíkové: Rok na vsi, Krištof, Divadlo Na Fidlovačce, režie Pavel Šimák

### Filmy
- Brucio nel vento (Itálie)
- Bobule
- Šílení
- V jiném stavu
- Faust (Rusko)
- Hořící keř
- Muž, který se směje (Francie)
- Zrcadla (Rusko)
- Ve vaně
- Teorie tygra
- Teroristka

### Televizní seriály
- Černí baroni (2003)
- Horákovi (2006) – Eda Procházka
- Hop nebo trop – policista
- Cesty domů
- Policie Modrava
- Kriminálka Anděl
- Zdivočelá země
- Expozitura
- Strážmistr Topinka (2019)